# 畢振姬
畢振姬（1612年—1681年），字亮四，一作亮泗，號王孫，又號頡雲，山西高平縣伯方村人。明末清初政治人物。崇禎末科鄉試解元，清朝首科進士。官至湖廣布政使。

## 生平
明崇禎十五年（1642年）鄉試第一名（解元），清順治三年（1646年）中進士，初任平阳府教授。遷國子監助教，轉刑部主事，再遷員外郎中。公事之暇，读书不倦，著述甚富。順治十年（1653年）擔任山東濟南道參議，歷官金衢道左參政。顺治十四年（1657年）任广东兵备驿传水道，“减船数百，减费七万六千余”。顺治十六年（1659年）任广西按察使。洪承畴薦為湖广布政使，不久辞官回乡。康熙十七年（1678年）司寇劉楗推舉為博學鴻儒科，三年後以老病辭。卒于康熙二十年（1681年）。私謚堅毅先生。

## 著作
著有《尚书注》、《西河遗教》、《四州文献》、《三川别志》等，皆佚。

## 延伸阅读
[在维基数据编辑]
 《清史稿/卷247》，出自趙爾巽《清史稿》